# Okalenice
Okalenice (niem. Schönborn) – niestandaryzowana część wsi Marcinów w Polsce położona w województwie lubuskim, w powiecie żarskim, w gminie Trzebiel.
Dawniej samodzielna wieś. Leży nad Skrodą, na północ od Marcinowa.

## Historia
Po II wojnie światowej Okalenice znalazły się na terenie tzw. Ziem Odzyskanych (tzw. II okręg administracyjny – Dolny Śląsk), gdzie utworzyły gromadę w gminie Niwica (Zagłoby). 28 czerwca 1946 gmina – jako jednostka administracyjna powiatu żarskiego – weszła w skład nowo utworzonego woj. wrocławskiego. 6 lipca 1950 wraz z całym powiatem żarskim weszły w skład nowo utworzonego woj. zielonogórskiego.
W 1954 roku Okalenice weszły w skład gromady Niwica, gdzie przetrwały do kolejnej reformy administracyjnej w 1972 roku.
W latach 1975–1998 miejscowość należała administracyjnie do województwa zielonogórskiego.